# Olaf Eller
 Der er for få eller ingen kildehenvisninger i denne artikel, hvilket er et problem. Du kan hjælpe ved at angive troværdige kilder til de påstande, som fremføres i artiklen.

Olaf Eller (født 13. juni 1960), er en dansk ishockeytræner, sportschef, kommentator og forhenværende spiller på det danske ishockeylandshold.

## Aktiv karriere
Som aktiv repræsenterede Eller i mange år Rødovre (1976-90),  inden den aktive karriere blev rundet af med tre sæsoner som spillende træner i Rungsted. Det var således i Rungsted, at Ellers trænerkarriere blev indledt, da han i sæsonen 1990-91 var kombineret spiller og træner i den nordsjællandske klub. I denne rolle fortsatte han til 1993, hvor han stoppede som spiller og overgik til fuldtids trænerrolle.
Som spiller har Eller vundet det danske mesterskab fem gange, alle med Rødovre, i 1978, 1983, 1985, 1986 og 1990. Eller har desuden repræsenteret Danmark i 104 landskampe.

## Træner
Efter at have indledt trænerkarrieren i Rungsted har Eller i årene derefter trænet mange klubber i den bedste danske ishockeyliga:
- Rungsted (1990-95, 2015-16)
- Hvidovre (1995-1998, 2008-09)
- Rødovre Mighty Bulls (1998-2002, 2023-25)
- Frederikshavn (2003-05, 2006-08)
- Herlev (2005-06)
- EfB Ishockey (2011-2013)

Derudover har Eller, som den hidtil eneste dansker, trænet en klub i den næstbedste svenske række, Allsvenskan, da han i sæsonen 2002-03 var træner for Troja/Ljungby. Han har også i løbet af trænerkarrieren haft coachrollen i både Ama'r Jets, Hvidovre Fighters og Copenhagen Lions i den danske 1. division. 
Oveni dette har Eller fungeret som landstræner for det danske U20-landshold af to omgange: I første omgang tog han Danmark til andenpladser i Division 1A i både 2009 og 2010, og siden var han først manden bag oprykningen til A-gruppen i 2014, og derefter overlevelse i A-gruppen de følgende tre år. Herunder den foreløbig højeste danske placering nogensinde af et landshold, som en højest overraskende nummer fem i verden i 2017. Han har i alt været Danmarks cheftræner ved 10 U20 VM og et enkelt U18 VM.
Olaf Eller har som træner vundet det danske mesterskab én gang da han i 1999 stod bag bænken, da Rødovre blev danske mestre, samme klub som han blev danske mestre med fem gange som aktiv. Rødovre har således endnu til gode at vinde en DM-titel i Danmarks bedste liga uden Eller enten som træner eller spiller.
Eller har også været islandsk landstræner i perioden oktober 2010 til maj 2012, Islands ishockeylandshold.

## TV
Ved siden af sin trænergerning har Olaf Eller i en årrække fungeret som ekspertkommentator ved VM i ishockey samt ved danske ligakampe på forskellige kanaler.

## Personligt
Olaf Ellers sønner, Lars og Mads, er ligeledes ishockeyspillere. Lars spiller i NHL for Washington Capitals, mens Mads Eller de senere år har spillet under Olaf Eller i Rødovre Mighty Bulls. Derudover arbejder han til dagligt på Dragør Skole Nord (tidl Nordstrandskolen) som lærer. [kilde mangler]